# Netelia ocellaris
Netelia ocellaris là một loài tò vò trong họ Ichneumonidae.